# Streckenlast

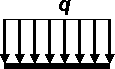
Symbol für Gleichstreckenlast,
i. d. R. ist eine Streckenlast jedoch nicht konstant (gleich) über die Strecke

Eine Streckenlast {\displaystyle q} ist eine längenbezogene Belastung (z. B. in Newton pro Meter). Der Begriff findet sich in der technischen Mechanik, insbesondere der Statik, aber auch in der technischen Dynamik.
Die Streckenlast ist im Allgemeinen eine rechnerische Idealisierung
- einer Volumenkraft (z. B. Eigengewicht), die möglichst wirkungsäquivalent auf die Stabsachse zugeteilt wird, oder
- einer Oberflächenspannung, die über den Einflussbereich aufintegriert, zu einer Last bezogen auf die Länge des zugehörigen Stabsachsenabschnittes wird.

Eine Streckenlast hat die Dimension Kraft pro Länge:
{\displaystyle q=-{\frac {\mathrm {d} V_{z}}{\mathrm {d} x}}}
mit der Querkraft {\displaystyle V_{z}}.

## Definition
Eine Streckenlast {\displaystyle \mathbf {q} (x)} für ein in Ruhelage befindliches System ohne Trägheitskräfte berechnet sich aus dem Integral der Volumenkraftdichten über den Querschnitt und dem Integral der Oberflächenspannungen über die Oberfläche:
{\displaystyle \mathbf {q} ({x})=\int _{A}\mathbf {f} (\mathbf {x} )\,\mathrm {d} A+\int _{C}\mathbf {T} (\mathbf {n} ,\mathbf {x} )\,\mathrm {d} C}
mit
- dem Steckenlastvektor {\displaystyle \mathbf {q} (x)=\left({\begin{matrix}n_{x}(x)\\q_{y}(x)\\q_{z}(x)\end{matrix}}\right)}
  - der Komponente {\displaystyle n_{x}(x)} in {\displaystyle x}-Richtung
  - der Komponente {\displaystyle q_{y}(x)} in {\displaystyle y}-Richtung
  - der Komponente {\displaystyle q_{z}(x)} in {\displaystyle z}-Richtung
- der Volumenkraftdichte {\displaystyle \mathbf {f} (\mathbf {x} )}, z. B. Eigenwichte {\displaystyle \mathbf {f} (\mathbf {x} )=\rho (\mathbf {x} )\,\mathbf {g} (\mathbf {x} )}
  - der Dichte {\displaystyle \rho (\mathbf {x} )}
  - dem Schwerefeld {\displaystyle \mathbf {g} (\mathbf {x} )}
- der Querschnittsfläche {\displaystyle A}
- der Oberflächenspannung {\displaystyle \mathbf {T} (\mathbf {n} ,\mathbf {x} )}, z. B. Oberflächendruck zufolge einer Kontaktkraft mit einem anderen Kontinuum
  - dem Normalenvektor {\displaystyle \mathbf {n} }
- dem Umfang {\displaystyle C} des Querschnitts.

## Allgemeine Streckenlasten

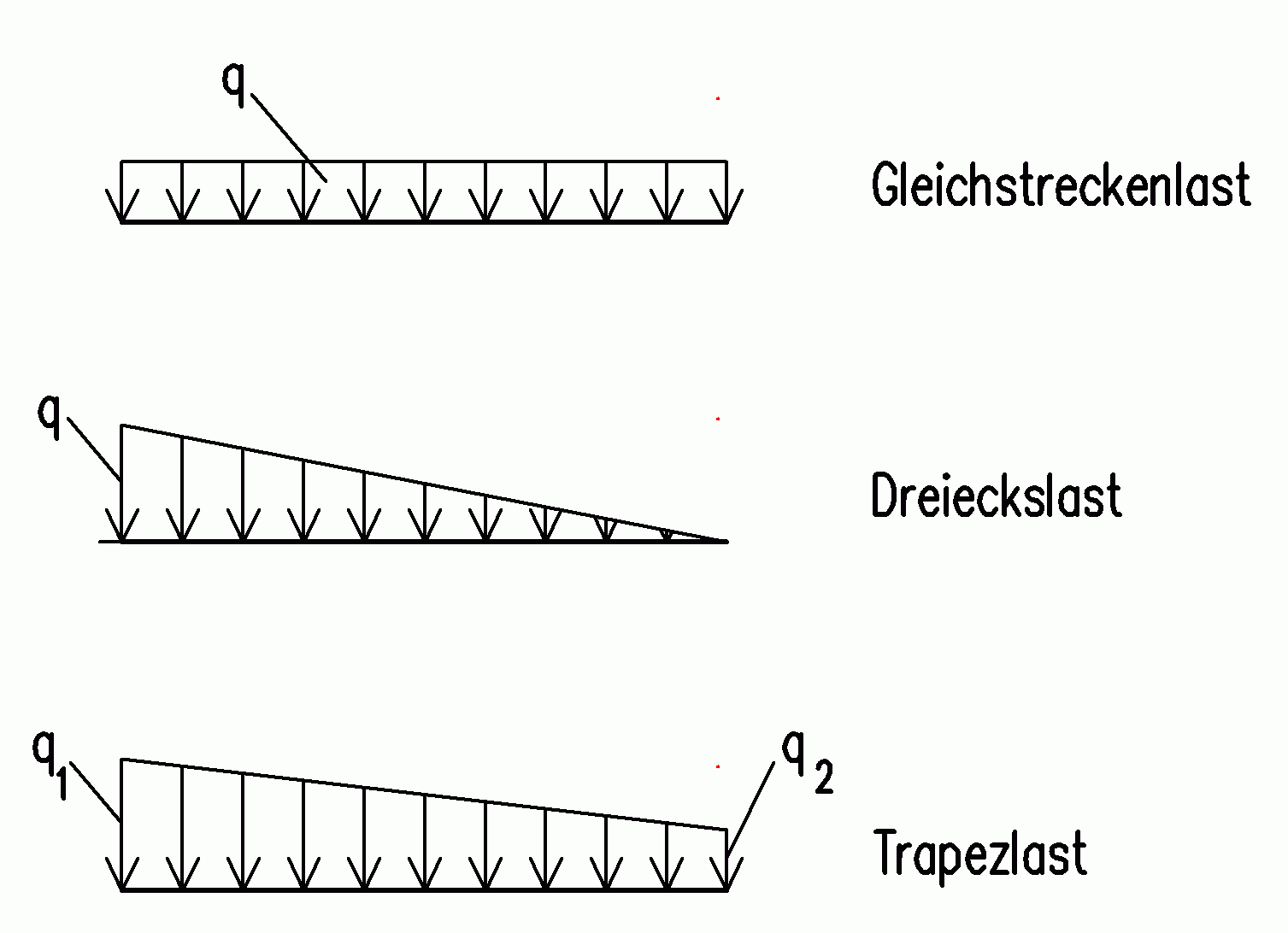
Streckenlasten

Verschiedene Belastungen

Eine allgemeine Streckenlast {\displaystyle q(x)} ist eine beliebige Funktion, beispielsweise eine Fourierreihe. Eine Streckenlast als Fourierreihe kann Einzellasten oder Biegemomente beliebig genau ersetzen.
Eine Dreieckslast ist eine Streckenlast, die an einem Ende gegen einen Wert von {\displaystyle q(x)=0} strebt und bis zum anderen Ende mit einer konstanten (evtl. negativen) Steigung steigt.
Eine Trapezlast ist eine Streckenlast, bei der gilt: {\displaystyle {\frac {\mathrm {d} q}{\mathrm {d} x}}={\text{const}}}. Man kann sie zusammensetzen aus einer Gleichstrecken- und einer Dreieckslast.

## Gleichstreckenlast
Eine Gleichstreckenlast ist eine Streckenlast, welche über dem jeweiligen Stabachsenbereich einen konstanten Wert hat:
{\displaystyle {\frac {\mathrm {d} q}{\mathrm {d} x}}=0}

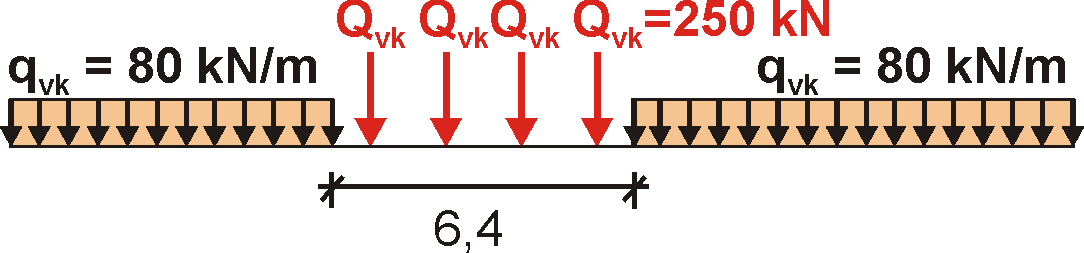
Lastmodell 71

Eine Gleichlast stellt manchmal zwar ein unrealistisches Belastungsbild dar, dient jedoch trotzdem einer realitätsnahen Bemessung. Ein Beispiel hierfür ist das Lastmodell 71 im Eisenbahnwesen, bei dem die Radlasten, die in guter Näherung Einzellasten darstellen, als Gleichlast modelliert werden. Mit diesem Lastmodell werden in guter Näherung die Lastumhüllenden aller üblichen Lasten mit zugehörigen Radabständen auf der sicheren Seite abgebildet.

## Superposition
qges = q1⊕q2⊕q3⊕…⊕qn
darin bedeutet ⊕: „ist zu überlagern mit“.
In der Theorie I. Ordnung oder bei linearen Problemen folgt somit:
{\displaystyle \Rightarrow } qges = ∑qi

## Biegetheorie
Aus den Gleichgewichtsbedingungen mit Bezug auf die unverformten Lage, also in der Theorie I. Ordnung, folgt:
- {\displaystyle {\frac {\mathrm {d} V_{z}(x)}{\mathrm {d} x}}=-q_{z}(x)}[1][2]
- {\displaystyle {\frac {\mathrm {d} M_{y}(x)}{\mathrm {d} x}}=V_{z}(x)+m_{y}(x)}[1]
  - {\displaystyle M_{y}(x)=\int \sigma _{xx}\cdot z\,\mathrm {d} A} [kN·m]...Biegemoment (Spannungsresultante)
  - m(x) [kN·m/m]...externes Moment pro Längeneinheit (Momentenbelastung pro Länge)